# M'Boi Mirim (bairro)
M'Boi Mirim é um bairro do distrito de Jardim Ângela, da zona sul do município brasileiro de São Paulo, no estado homônimo. Ele dá nome à subprefeitura de M'Boi Mirim. É classificado pelo CRECI como "Zona de Valor E", assim como outros distritos da capital: Campo Limpo, Brasilândia e Itaim Paulista.

## Topônimo
O topônimo "M'Boi Mirim" é de origem tupi: significa "cobra pequena", através da junção de mboîa (cobra) e mirim (pequena). O nome se pronuncia "ême-boi mirim".

## História
Aos origens do bairro remontam ao início do século XVIII, quando foi criado o aldeamento jesuíta de Mboy, a 36 km do centro de São Paulo de Piratininga. Após a criação da Vila de Santo Amaro, em 1852, Mboy foi incluída em seu território.